# 교도소·구치소 수용자의 국민기초생활보장 대상 제외 사건
교도소·구치소 수용자의 국민기초생활보장 대상 제외 사건은 대한민국 유명 헌법재판소 판례이다.

## 사실관계
기초생활보장급여를 받아오던 중 구치소에 수감된 청구인은 구치소에 수감된 사람을 교정시설의 처우가 '국민기초생활 보장법'의 보장수준에 미치는지 여부 등에 대해 전혀 고려하지 않고 기초생활보장급여 지급대상에서 제외시킨 것은 헌법에 위반된다며 헌법소원을 냈다.

## 이유
국민기초생활보장법'은 생활이 어려운 국민들의 최저생활을 보장하기 위해 제정됐고 수급자가 생활의 유지·향상을 위해 소득·재산·근로능력 등을 활용해 최대한 노력하는 것을 전제로 하며 부양의무자에 의한 부양과 다른 법령에 의한 보호가 이 법에 의한 급여에 우선해 행해지도록 하는 보충급여의 원칙을 채택하고 있다.  기초생활보장급여의 수급은 부양의무자 또는 다른 법령에 의한 보호가 결여된 경우에 보충적으로 적용되는 것이고 현역군인 등 법률상 의무의 이행을 위해 다른 곳에 거주하면서 의무이행과 관련해 생계를 보장받고 있는 자 등은 보호대상에서 제외된다.   교도소·구치소에 수용중인 자에 대해 '국민기초생활보장법'의 보충급여 원칙에 따라 중복적인 보장을 피하기 위해 개별가구에서 제외키로 한 판단이 헌법상 용인될 수 있는 재량의 범위를 벗어난 것은 아니다.